# البيسارية
البيسارية هي إحدى القرى اللبنانية من قرى قضاء صيدا في محافظة الجنوب.

## موقعها
تبعد عن العاصمة بيروت 55 كلم وترتفع 180 متر عن سطح البحر، كما تبتعد عن مركز القضاء ما يقارب 17 كلم وعن مدينة صور 33 كلم. تطل اراضيها على البحر من جهة العاقبية.
تحدها من الشمال تلة تبنة، ويارين الجديدة وخراج بلدتي تفاحتا والعدوسية، ومن الغرب البحر المتوسط وتلة ضيعة العرب. ومن الجنوب بلدتي البابلية والصرفند. ومن الشرق بلدة قعقعية الصنوبر.

## التسمية
يروى أن مصدر الاسم يعود إلى العهد الفينيقي ومعناه (بيت الخزف) عليه فإن الاسم معناه مكان للخزفيين الذين كانوا يصنعون الخزف، ومنهم من يقول أن اسم البيسارية يعود نسبة إلى قبيلة آل البيسار، داعمين قولهم بوجود قبيلة آل البيسار في طرابلس، حيث أن هذه القبيلة سكنت القرية أو مرت بها.
تقتصر آثار البيسارية المكتشفة على بعض الحجارة المشغولة
قديماً وعلى بعض النواويس، وإنّ قربها من مدينة صيدا يعني انّها كانت من الأراضي التايعة لها، ولا يبعد أن تكون قد اتّخذت اسمها في العصور الفينيقية
يبلغ عدد سكان البلدة 6000 نسمة (حسب إحصاء سنة 2008)

## احياء البلدة
المرج، الخزان، المعمل، الصنوبرة، الساحة، الضيعة القديمة-الجامع، الجبانة، الغدير، البيدر، مدينة أسامة، المشاع، حي الروضة، كرم اللوز، المزرعة، يارين، حي الاوتوستراد، العاقبية
زراعاتها حبوب، تبغ وعنب
صناعتها حجارة باطون، خياطة، احذية.
لمزيد من الإطلاع على أحوال هذه البلدة اللبنانية مراجعة موقعها على الرابط الموضح في الوصلات الخارجية.
المدينة الكشفية التابعة لجمعية الكشاف العاملي في لبنان - على عقار الجمعية الخيرية الإسلامية العاملية.

## وصلات خارجية
الموقع غير الرسمي للبلدة